# Centaurea transcaucasica
Centaurea transcaucasica là một loài thực vật có hoa trong họ Cúc. Loài này được Sosn. ex Grossh. mô tả khoa học đầu tiên năm 1934.